# Aman Touleïev
Amangueldy Goumirovitch Touleïev (en russe : Амангельды Гумирович Тулеев), dit Aman Touleïev (Аман Тулеев), est un homme politique russe d'origine turkmène, né le 13 mai 1944 à Krasnovodsk en RSS turkmène (URSS) et mort le 20 novembre 2023 à Kemerovo (Russie).

## Biographie
Aman Touleïev est candidat indépendant aux élections présidentielles de 1991 (6,96 %), 1996 (retrait de sa candidature, 0,00 %) et 2000 (2,98 %).
En fonction depuis 1997, il démissionne de son mandat de gouverneur de l'oblast de Kemerovo en 2018. Il prend la tête de l'assemblée législative de l'oblast de Kemerovo dans la foulée.
Il meurt en 2023, à 79 ans.